# 阿莫待奎
阿莫待奎（英語：Amodiaquine，簡稱ADQ) ，别名氨酚喹，是一種用於治療瘧疾（包括尚未出現併發症的惡性瘧原蟲瘧疾）的藥物。建議此藥物與青蒿琥酯一起服用，以降低發生抗藥性風險。由於此藥物可能會產生罕見，但嚴重的副作用，通常不建議用於預防之用。但世界衛生組織 (WHO) 在2013年建議在兒童的高風險感染季節中將其與磺胺多辛/乙胺嘧啶聯合，用於預防感染。根據一份發表於2010年8月的研究報告，實驗者針對迦納的兒童採用阿莫待奎與青蒿琥酯組合，與採用阿莫待奎與磺胺多辛/乙胺嘧啶組合，進行季節性瘧疾預防性用藥，發現前者組合較後者更具有成本上的優勢。
此藥物經由口服方式給藥。
阿莫待奎是一種與氯化奎寧相關的4-氨基喹啉化合物。使用後的副作用與使用氯化奎寧相似，程度通常為輕微至中度。其中很少會出現肝病或粒细胞减少症（白細胞減少症）。過量服用後，可能會發生頭痛、視力障礙、癲癇發作和心搏停止。WHO建議孕婦可在懷孕中期和晚期，以及於哺乳期使用，但報告指出在懷孕早期使用，是否對於胎兒有害，證據仍然不足。
阿莫地奎於1948年開始生產。它已被列入世界衛生組織基本藥物標準清單之中。
歐盟或美國等國家因為阿莫待奎的副作用而不再使用，WHO於1990年將其由其瘧疾控制計畫中剔除。但此藥物仍在其他地區（包括非洲 和大洋洲）使用。

## 醫療用途
阿莫待奎是非洲於瘧疾聯合療法中的重要藥物。它通常與青蒿琥酯聯合使用，稱為青蒿素聯合療法（ACT），以治療尚未出現併發症的惡性瘧原蟲瘧疾。
此藥物也可與磺胺多辛/乙胺嘧啶（複方劑）聯合使用。
非洲迄2006年已有39個國家更新其國家藥物政策，將青蒿素聯合療法 (ACT) 納入瘧疾病例管理指南。口服青蒿素不僅可單獨使用 (對於非抗藥性瘧疾)，也可與其他長效抗瘧疾藥物，例如阿莫待奎、美爾奎寧、磺胺多辛/乙胺嘧啶或是苯芴醇組合使用，達到ACT療法的目的。
阿莫待奎也可對抗具氯化奎寧抗藥性的惡性瘧原蟲菌株，但其對抗氯化奎寧抗藥性菌株的活性存有地域上的差異。

## 與其他藥物交互作用
有報導稱接受齊多夫定或依法韋倫以治療愛滋病的患者，當同時採含阿莫待奎的ACT方案時，其肝臟毒性會增加，因此建議此類人避免使用阿莫待奎。

## 藥物動力學和藥物遺傳學
阿莫待奎因為會經過肝臟廣泛的首過效應，在人體中的生物半衰期為5.3–7.7小時。阿莫待奎主要以去乙基阿莫待奎（N-desethylamodiaquine）的形式由胆汁排出。
此藥物經由細胞色素P450中的CYP2C8酵素在肝臟被生物轉化為主要代謝物 - 去乙基阿莫待奎。在阿莫待奎使用者中，已有幾種罕見但嚴重的副作用發生，這些副作用與CYP2C8等位基因的變異有關。 阿莫待奎代謝不良的人在瘧疾的治療效果會較低，且毒性會增加。目前已進行幾項研究來確定於東非的瘧疾患者中，其CYP2C8等位基因的盛行率，初步顯示變異等位基因在此地有顯著的盛行率。有約3.6%的受研究族群在接受阿莫待奎治療時表現出不良反應升高或治療結果降低的風險。這些資訊對於在東非制定藥物安全計劃時有其用處，且對於在CYP2C8同位基因變異頻率高的地區開立抗瘧藥物處方時會將其作為重要的臨床考慮。

## 外部連結
- . Drug Information Portal. U.S. National Library of Medicine.   [2024-05-25]. （原始内容存档于2020-07-25）.